# Antipoesia

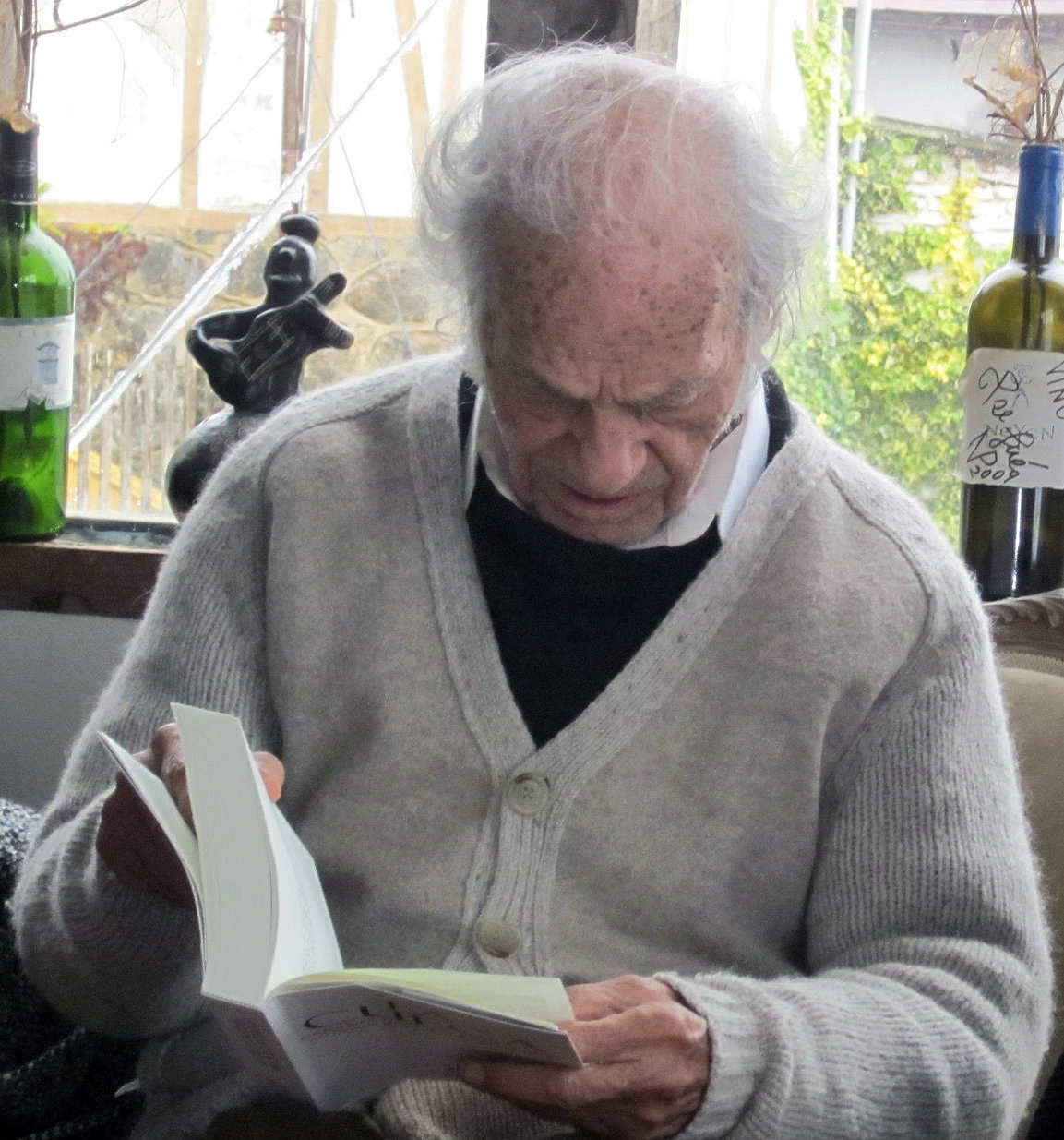
Nicanor Parra em 2014.

A antipoesia é um tipo de poesia de ruptura, concebida e desenvolvida  principalmente pelo escritor chileno Nicanor Parra. Desta forma, Parra criou uma nova maneira de fazer poesia, mais objetiva, coloquial e permeada de expressões populares que se opunham à maneira predominante em seu país em meados do século XX, liderada fundamentalmente por Pablo Neruda, Vicente Huidobro e Pablo de Rokha.

## Estilo
A antipoesia é caracterizada pelo uso da linguagem direta, informal, geralmente antirretórica,eclética e em. certas ocasiões, narrativa, eivada de frases feitas, ditos populares, lugares comuns e tradições locais, que se adaptam às contingências históricas e aos novos recursos expressivos de movimentos artísticos e culturales emergentes, muitos deles propagados pelos meios de comunicação sociais. Trata-se de uma linguagem subversiva, sem ser militante, que assume uma função crítica ao tradicionalismo e  metanarrativa, e dessacraliza a  poesia e o poeta, através da ironia, da paródia, humor (principalmente negro, como forma de ir contra o desespero), o exagero (como meio de alcançar a comunicação efetiva) e o sarcasmo, mas também através de sensações de desamparo, alienação social e agressividade. Esta poesia ilustra a decadência social atual,  tendendo a revelar um futuro escuro e pessimista.
Os antipoemas podem incluir um anti-herói que frequenta espaços públicos e urbanos, encenando um discurso, o qual, segundo Federico Schopf, busca remexer o disperso, o anestesiado, encimesmado, agressivo e desconfiado público contemporâneo. O sujeito pode estar fragmentado, e ter perturbações  esquizofrênicas mascaradas. Em oposição aos poemas tradicionais, que desenvolvem uma ideia ou sentimento me maneira contínua, os antipoemas têm uma estrutura fragmentária que rompe com a  continuidade, evocando elementos expressivos anacrônicos, como o pastiche, o objet trouvé,.
Nos poemas da antipoesia, aprecia-se se uma forte influência do surrealismo. A antipoesia foi  florescendo em paralelo à arte pop, e suas etapas posteriores confluíram com o hiperrealismo, minimalismo e arte conceitual.

## Influências
A antipoesia parriana influiu profundamente tanto a poesia hispano-americana como  outros gêneros da literatura. A partir dela se reproduziram  vários outros autores contemporâneos de Parra, como o caso de Enrique Lihn, o primeiro a argumentar acerca da ruptura literária.